# Voslapper Groden-Süd
Voslapper Groden-Süd ist der Name eines Naturschutzgebietes in der niedersächsischen
Stadt Wilhelmshaven. Der Voslapper Groden-Süd ist für Vogelarten ausgedehnter durchfluteter Röhrichte eines der wichtigsten Brut-, Durchzugs- und Überwinterungsgebiete in Niedersachsen.
Das Naturschutzgebiet Voslapper Groden-Süd mit dem Kennzeichen NSG WE 246 entstand in den Jahren 1973/1974 durch Eindeichung des Voslapper Grodens. Bis 1979 wurden Teilbereiche als Spülfläche genutzt. Die ursprünglich für Industrieansiedlungen geplanten Flächen konnten nicht alle vermarktet werden und so entwickelte sich auf den nicht genutzten Flächen eine Biotopenvielfalt, die insbesondere geschützten Vogelarten günstige Lebensbedingungen bietet. 

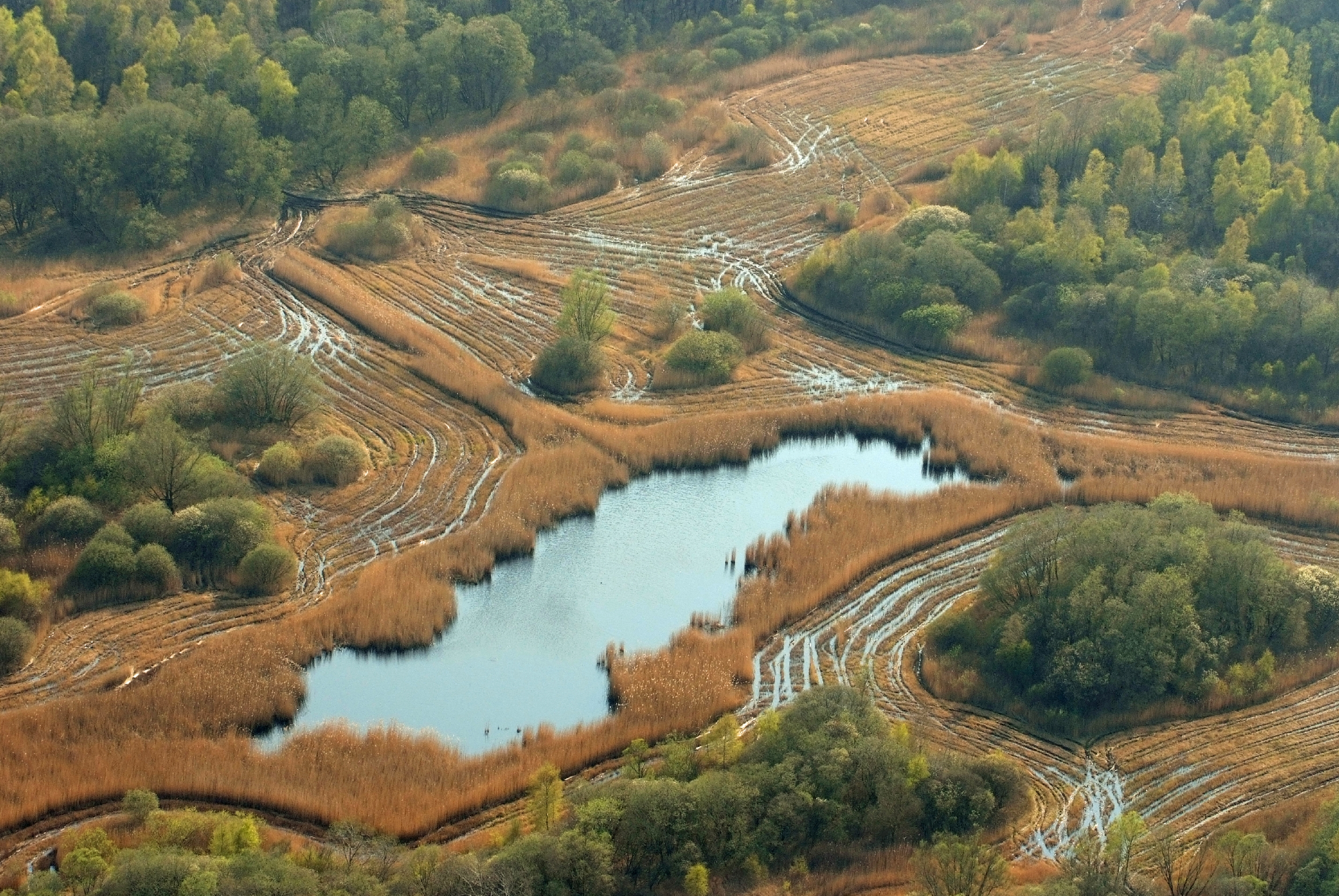
Teich im Naturschutzgebiet

Folgende geschützte Vogelarten sind im NSG zu finden:
- Rohrdommel (Botaurus stellaris)
- Tüpfelsumpfhuhn (Porzana porzana)
- Blaukehlchen (Luscinia svecica)
- Rohrschwirl (Locustella luscinioides)
- Schilfrohrsänger (Acrocephalus schoenobaenus)
- Wasserralle (Rallus aquaticus)

Das Naturschutzgebiet liegt südlich der Wilhelmshavener Raffineriestraße und östlich des Wilhelmshavener Stadtteils Voslapp. Die Fläche des Naturschutzgebiets beträgt 388 Hektar. Das Gebiet steht seit dem 1. Juni 2006 unter Naturschutz. Zuständige untere Naturschutzbehörde ist die Stadt Wilhelmshaven.